# 固原博物馆
固原博物馆位于中国宁夏回族自治区固原市，是国家一级博物馆之一。
固原博物馆始建于1983年，1988年9月正式对外开放。该馆藏品一万两千余件，其中国家一级文物和国宝级文物共123件，以战国时期北方系青铜器，以及丝绸之路相关的文物最具特色。代表文物有：北周“凸钉玻璃碗”、北魏“漆棺画”、北周“波斯鎏金银瓶”等。
博物馆设两个常年展览：《固原历史文物陈列》、《丝绸之路在固原》。《固原历史文物陈列》曾获首届全国博物馆十大陈列展览精品评选提名。